# یواس‌اس ال‌اس‌ام (آر)-۱۹۹
یواس‌اس ال‌اس‌ام(آر)-۱۹۹ (به انگلیسی: USS LSM(R)-199) یک کشتی بود که طول آن ۲۰۳ فوت ۶ اینچ (۶۲٫۰۳ متر) بود. این کشتی در سال ۱۹۴۴ ساخته شد.